# Lutjanus notatus
Lutjanus notatus és una espècie de peix de la família dels lutjànids i de l'ordre dels perciformes.

## Morfologia
- Els mascles poden assolir 25 cm de longitud total.[4][5]

## Alimentació
Menja peixos i crustacis.

## Hàbitat
És un peix marí de clima tropical i associat als esculls de corall que viu entre 10-50 m de fondària.

## Distribució geogràfica
Es troba a Moçambic, Sud-àfrica (KwaZulu-Natal), Madagascar, Reunió i Maurici.